# Metropolitana di Dalian
La metropolitana di Dalian (大连轨道交通) è un sistema di trasporto rapido della città di Dalian, in Cina.
Il sistema si compone attualmente di due linee, di cui una contenente anche una diramazione, e quindi ufficialmente considerate come tre linee.
La Linea 3 e la Linea 7 sono al momento di fatto un'unica linea che collega la zona di Dalian alla zona di Jinshitan. Si tratta di una linea a forma di serpente, che in gran parte è elevata. Dopo l'inaugurazione di un primo tratto, in seguito fu aggiunta una diramazione alla linea, che parte da Kāifāqū (开发区) fino a Jinzhou (金州).
La linea 8 invece corre nella parte peninsulare della città.

## Linee

### Linea 3 e 7
L'area nord della città non è molto coperta da mezzi pubblici. La linea della metropolitana che parte dalle vicinanze del centro commerciale passa attraverso cinque distretti amministrativi della città, e funge da trasporto espresso tra la regione settentrionale e il centro della città. La linea si estende più a nord a Golden Pebble Beach (Jinshitan Scenic Area), un parco nazionale scenico.
Le stazioni sono:
Linea principale (da sud)
Stazione ferroviaria di Dalian (大连站)
Xiangulijao (香炉礁)
Jinjiajie (金家街)
Quanshui (泉水)
Houyan (后盐)
Dalianwan (大连湾)
Jinmalu (金马路)
Kaifaqu (开发区)
Baoshuiqu (通世泰)
Gaochengshan (鸿玮澜山)
Xiaoyaowan (小窑湾)
DD Port (双D港)
Huanghaidadao (non aperta)
Jinshitan (金石滩)
Diramazione (da sud)
Kaifaqu  (开发区)
TOSTEM (通世泰)
Phoenix Peak (鸿玮澜山)
Dongshanlu (东山路)
Hepinglu (和平路)
Shijiuju (十九局)
Jiuli (九里)

### Linee in costruzione
Sono al momento in costruzione altre 4 linee di metropolitana, che aggiungeranno altri 152 km al sistema.
| Linea       | Fase/estensione | Capolinea         | Capolinea      | Apertura prevista | Lunghezza | Stazioni |
|             |                 |                   |                |                   |           |          |
| Linea 1     |                 | Hekou             | Yaojia         | ~2014             | 25.06     | 20       |
| Linea 2     |                 | Dalianbei Station | Haizhiyun Park | ~2014             | 42.56     | 29       |
| Linea 8     |                 | Lüshun New Port   | Hekou          | TBD               | 42.67     | 8        |
| Linea Jinpu |                 | Jiuli             | Zhenxinglu     | TBD               | 41.9      | 11       |
|             |                 |                   |                |                   |           |          |